# Трио для фортепиано, скрипки и валторны (Брамс)
Трио для фортепиано, скрипки и валторны ми-бемоль мажор, соч. 40 Иоганнеса Брамса было написано в 1865 году. Первое исполнение состоялось в Цюрихе 28 ноября 1865 года. Партию фортепиано исполнил сам Брамс. В следующем 1866 году трио было впервые издано. В 1891 году появилась вторая редакция произведения. По свидетельству композитора, музыкальная тема первой части пришла ему в голову во время утренней прогулки по Шварцвальду. Это трио стало одним из первых для подобного инструментального состава, вдохновившим некоторых других композиторов на создание музыки для аналогичного состава. В частности, трио для скрипки, валторны и фортепиано написал в 1982 году Дьёрдь Лигети, посвятив его памяти Брамса. Трио Брамса вошло в репертуар многих известных музыкантов. В особенности оно популярно среди валторнистов, так как является одним из лучших образцов классического камерного репертуара для этого инструмента, не столь разнообразного как скрипичный или фортепианный.

## Аудиозаписи
| Фортепиано        | Скрипка        | Валторна        |
| ----------------- | -------------- | --------------- |
| Рудольф Сёркин    | Адольф Буш     | Обри Брейн      |
| Сирил Приди       | Макс Солпитер  | Деннис Брейн    |
| Хефциба Менухин   | Иегуди Менухин | Алан Сивил      |
| Эмиль Гилельс     | Леонид Коган   | Яков Шапиро     |
| Михаил Плетнёв    | Валерий Климов | Анатолий Дёмин  |
| Виктор Бабин      | Генрик Шеринг  | Джозеф Эджер    |
| Даниэль Баренбойм | Ицхак Перлман  | Дейл Клевенджер |
| Владимир Ашкенази | Ицхак Перлман  | Барри Такуэлл   |
| Вернер Генуит     | Йозеф Сук      | Петер Дамм      |
| Амадей Веберзинке | Манфред Шерцер | Петер Дамм      |